# Kanton Domèvre-en-Haye
Domèvre-en-Haye is een voormalig kanton van het Franse departement Meurthe-et-Moselle. Het kanton maakte deel uit van het arrondissement Toul. Op 22 maart 2015 is het kanton opgeheven en zijn de gemeenten opgegaan in het op dezelfde dag gevormde kanton Nord-Toulois.

## Gemeenten
Het kanton Domèvre-en-Haye omvatte de volgende gemeenten:
- Andilly
- Ansauville
- Avrainville
- Beaumont
- Bernécourt
- Domèvre-en-Haye (hoofdplaats)
- Francheville
- Gézoncourt
- Griscourt
- Grosrouvres
- Hamonville
- Jaillon
- Liverdun
- Mamey
- Mandres-aux-Quatre-Tours
- Manoncourt-en-Woëvre
- Manonville
- Martincourt
- Minorville
- Noviant-aux-Prés
- Rogéville
- Rosières-en-Haye
- Royaumeix
- Tremblecourt
- Velaine-en-Haye
- Villers-en-Haye
- Villey-Saint-Étienne